# William Darius Jamieson

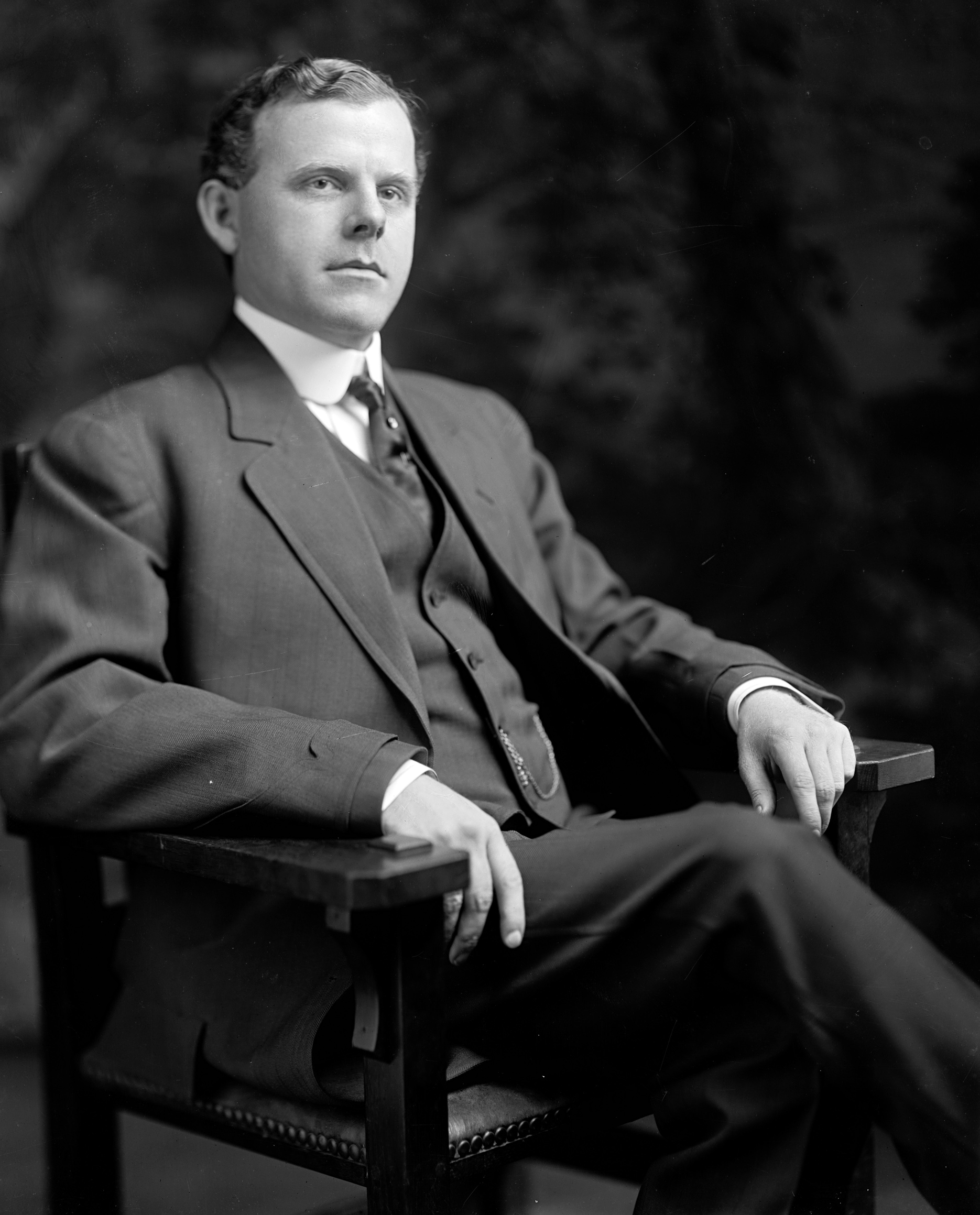
William Darius Jamieson

William Darius Jamieson (* 9. November 1873 bei Wapello, Louisa County, Iowa; † 18. November 1949 in Washington, D.C.) war ein US-amerikanischer Politiker. Zwischen 1909 und 1911 vertrat er den  Bundesstaat Iowa im US-Repräsentantenhaus.

## Werdegang
William Jamieson besuchte die öffentlichen Schulen seiner Heimat und anschließend die University of Iowa in Iowa City. Später studierte er an der National University in der Bundeshauptstadt Washington Jura. Zwischen 1893 und 1916 gab er in mehreren Städten Zeitungen heraus.
Politisch war Jamieson Mitglied der Demokratischen Partei. Zwischen 1907 und 1909 saß er im Senat von Iowa. 1908 wurde er im achten Wahlbezirk von Iowa in das US-Repräsentantenhaus in Washington gewählt, wo er am 4. März 1909 die Nachfolge von William Peters Hepburn antrat. Da er im Jahr 1910 auf eine weitere Kandidatur verzichtete, absolvierte er bis zum 3. März 1911 nur eine Legislaturperiode im Kongress.
Nach seiner Zeit im US-Repräsentantenhaus ließ sich Jamieson in Shenandoah (Iowa) nieder, wo er wieder im Zeitungsgeschäft tätig wurde. In den Jahren 1915 und 1916 war er dort auch Posthalter. Zwischen 1916 und 1920 war er als Schatzmeister Mitglied des Democratic National Committee. 1920 nahm er als Delegierter an der Democratic National Convention in San Francisco teil, auf der James M. Cox als Präsidentschaftskandidat nominiert wurde. In den folgenden Jahren praktizierte er als Anwalt in Washington, wo er auch die Wochenzeitung „Window Seat“ herausgab. William Jamieson starb am 18. November 1949 in Washington.